# Hesionides incisa
Hesionides incisa är en ringmaskart som beskrevs av Yamanishi 1984. Hesionides incisa ingår i släktet Hesionides och familjen Hesionidae. Inga underarter finns listade i Catalogue of Life.